# 1942
| 1942                                                                     |
| ------------------------------------------------------------------------ |
| Dødsfald - Fødsler                                                       |
| • Begivenheder • Film • Litteratur • Musik • Politik • Sport • Videnskab |

| Gregoriansk kalender | 1942 MCMXLII            |
| Ab urbe condita      | 2695                    |
| Armensk kalender     | 1391 ԹՎ ՌՅՂԱ            |
| Kinesiske kalender   | 4638 – 4639 辛巳 – 壬午 |
| Etiopisk kalender    | 1934 – 1935             |
| Jødisk kalender      | 5702 – 5703             |
| Hindukalendere       |                         |
| - Vikram Samvat      | 1997 – 1998             |
| - Shaka Samvat       | 1864 – 1865             |
| - Kali Yuga          | 5043 – 5044             |
| Iransk kalender      | 1320 – 1321             |
| Islamisk kalender    | 1361 – 1362             |

Konge i Danmark: Christian 10. 1912-1947
Se også 1942 (tal)

## Begivenheder

### Januar
- 2. januar – japanske tropper erobrede Manila, hovedstaden i Filippinerne
- 6. januar – den danske gesandt i London, greve Eduard Reventlow, får ordre til at komme til København, men svarer at det "ikke er muligt at rejse hjem". Baggrunden for ordren er, at han måneden før har meddelt, at han ikke længere vil modtage ordrer fra København
- 6. januar – amerikanske styrker udstationeres i England
- 11. januar - Japan erklærer krig mod Holland og invaderer Hollandsk Ostindien
- 20. januar – Wannseekonferencen i Berlin-Wannsee
- 29. januar - 5 danskere dør af kulde denne dag, og brandvæsenet rykker ud til 270 sprængte vandledninger. Vinteren 1942 er den strengeste vinter nogensinde i Danmark og den sidste af de såkaldte trilling-isvintre

### Februar
- 8. februar - Danmark sætter kulderekord i februar med -29,0 °C målt i Brande

### Marts
- 8. marts - Japan erobrer Rangoon i Burma fra England

### April
- 9. april - organisationen Frit Danmark oprettes på initiativ af blandt andet den konservative John Christmas Møller og kommunisten Aksel Larsen. Hensigten med Frit Danmark var at samle alle modstandere af den tyske besættelsesmagt under én front
- 18. april - 2. verdenskrig: Doolittle-raidet mod Tokyo finder sted
- 18. april - Pierre Laval bliver premierminister for den franske Vichy-regering
- 26. april - Den værste minekatastrofe i historien indtræffer i Manchuriet, Kina, hvor 1.549 minearbejdere omkommer ved en eksplosion

### Maj
- 2. maj - i farvandet nord for Norge sænkes den engelske krydser Edinburgh med fem tons guldbarrer i lasten
- 5. maj - Slaget om Koralhavet mellem japanske og amerikanske hangarskibe indledes
- 8. maj - en tyske sommeroffensiv på Krim sætter ind.
- 11. maj - Japanske tropper erobrer Kalewa
- 14. maj - John Christmas Møller taler for første gang til den danske befolkning via BBC i London
- 22. maj - Mexico erklærer krig mod aksemagterne
- 26. maj - den tyske værnemagt indleder sin offensiv mod Stalingrad og Kaukasus
- 27. maj – attentat på Reinhard Heydrich i Prag – agenter har kastet antitankgranater ind i Heydrichs bil, da han kørte forbi. Granaterne rammer bilens højre baghjul og sårer Reinhard Heydrich dødeligt
- 30. maj - RAF indleder første luftangreb på Tyskland, der indsættes mere end 1.000 fly. Det primære mål er Köln
- 31. maj - Luftwaffe bomber Coventry

### Juni
- 1. juni - massemord på jøder ved gasning starter i Auschwitz
- 4. juni – Reinhard Heydrich dør af sine sår i Prag
- 5. juni - efter nogle dages kamp mod den japanske flåde får amerikanerne ødelagt eller sænket Japans fire største hangarskibe under Slaget om Midway
- 5. juni - tyskerne indtager Sebastopol
- 7. juni - flådeslaget ved Midway i Stillehavet ender med amerikansk sejr over japanerne
- 8. juni - Japanske undervandsbåde beskyder Sydney, Australien
- 9. juni - Københavns Byret idømmer seks personer fængselsstraffe for ”kommunistisk aktivitet” efter Kommunistloven af 22. august 1941
- 10. juni – SS gengælder attentatet ved nærmest at udslette byen Lidice. Mændene bliver dræbt på stedet og kvinder og børn sendes i kz-lejre
- 12. juni - Anne Frank får sin første dagbog i fødselsdagsgave på sin 13-årsdag
- 11. juni - USA og Sovjetunionen indgår en "låne- og lejeaftale", der skal styrke den sovjetiske indsats mod Tyskland
- 13. juni - syv skoleelever og medlemmer af Churchill-klubben i Ålborg idømmes 1½ til 5 års fængsel for sabotage mod tyskerne; den yngste blev som straf forvist til Fyn
- 18. juni – Aggersundbroen åbnes for trafik. Broen har været tre år undervejs og overlevet flere sprængningsforsøgtre soldater ved et bombekrater, fra en af de 17 granater en japansk ubåd affyrer mod Fort Stevens d. 21. juni 1942
- 19. juni - S/S Orion bliver ramt at tyske torpedoer og synker. Bliver senere hævet af den svenske flåde
- 21. juni - Rommel indtager Tobruk
- 21. juni - en japansk ubåd kommer op til overfladen i Columbia Floden i Oregon og affyrer 17 granater mod det nærliggende Fort Stevens i et af de få angreb af japanerne mod det amerikanske fastland
- 24. juni - 100 mennesker på Drejø bliver hjemløse, da hovedparten af øens huse brænder. En tækkemand bankede sin pibe ud, så gnisterne føg i blæsten
- 25. juni - jugoslaviske fanger, som byggede Blodvejen sejlede ind til Saltdalsfjorden i Norge, de fleste døde i tysk varetægt
- 25. juni - General Dwight D. Eisenhower ankommer til London

### Juli
- 5. juli - den sovjetiske modstand på Krim indstilles

### August
- 7. august - Slaget om Guadalcanal indledes i Salomonøgruppen. Det kommer til at vare i et halvt år og bliver et vendepunkt i Stillehavskrigen
- 9. august - Mohandas Gandhi arresteres af briterne i Bombay
- 12. august - Josef Stalin og Winston Churchill mødes i Moskva
- 21. august - Slaget om Stalingrad begynder
- 21. august - et Nazi flag hejses på toppen af bjerget Elbrus

### September
- 9. september - et japansk søfly smider brandbomber i Oregon i det første luftangreb nogensinde på amerikansk jord
- 10. september - under ét luftangreb kaster Royal Air Force 100.000 bomber over Düsseldorf
- 15. september - et uniformslager i Skorups Skræderværksted i Fredericiagade, Århus brændes ned ved sabotageaktion
- 21. september - det amerikanske bombefly Boeing B-29 Superfortress foretager sin første flyvning
- 26. september - Christian 10. sender et (meget) kort takketelegram til Hitler efter modtagelse af en fødselsdagshilsen, hvilket udløser den såkaldte telegramkrise

### Oktober
- 2. oktober - på universitetet i Chicago gennemføres første "afprøvning" af kontinuerlig kernereaktion
- 11. oktober - Slaget ved Cape Esperance ved Solomon Islands indledes. Det ender med amerikansk sejr over japanerne
- 12. oktober - general Hermann von Hanneken afløser general Erich Lüdke som øverstbefalende for de tyske tropper i Danmark
- 19. oktober - Christian 10. falder af hesten under sin morgenridetur og indlægges på Diakonissestiftelsen

### November
- 3. november - den britiske 8. arme under Montgomery slår Rommels styrker ved El Alamein og tager 30.000 fanger
- 8. november - de allierede indleder landsætningen af tropper i Nordafrika
- 12. november - Slaget om Guadalcanal indledes; dette markerer begyndelsen på den amerikanske sejr over Japan
- 13. november - britiske styrker generobrer den libyske havneby Tobruk, som tyskerne i juni havde erobret
- 22. november - under slaget ved Stalingrad sender general Friedrich Paulus et telegram til Adolf Hitler, hvori han meddeler, at den tyske sjette armé er omringet

### December
- 2. december - på University of Chicago udføres den første nukleare kædereaktion under ledelse af fysikerne Enrico Fermi og Arthur Compton
- 8. december - ledelsen af det illegale blad Frit Danmark arresteres
- 17. december - den engelske udenrigsminister Anthony Eden fortæller Underhuset om massehenrettelser af jøder begået af nazisterne.

## Født

### Januar
- 1. januar – Alassane Ouattara, ivoriansk økonom og politiker, femte præsident for Elfenbenskysten.
- 1. januar – Country Joe McDonald, amerikansk rockmusiker.
- 3. januar – John Thaw, engelsk skuespiller (død 2002).
- 5. januar – Maurizio Pollini, italiensk pianist (død 2024).
- 7. januar – Vasilij Aleksejev, sovjetisk vægtløfter (død 2011).
- 8. januar – Stephen Hawking, engelsk fysiker (død 2018).
- 8. januar – Junichiro Koizumi, japansk politiker og statsminister.
- 13. januar – Carol Cleveland, engelsk skuespillerinde.
- 17. januar – Muhammad Ali, amerikansk bokser (død 2016).
- 21. januar – Freddy Breck, tysk schlagersanger (død 2008).
- 21. januar – Edwin Starr, afrikansk-amerikansk soul sanger (død 2003).
- 23. januar - Hans Alsér, svensk bordtennisspiller og landsholdskaptajn (død 1977).
- 25. januar - Eusébio, portugisisk fodboldsspiller (død 2014).

### Februar
- 1. februar - Terry Jones, walisisk komiker, skuespiller og forfatter (død 2020).
- 4. februar - Jens Kirk, dansk folketingsmedlem.
- 12. februar - Ehud Barak, israelsk premierminister
- 13. februar – Peter Tork, amerikansk musiker (død 2019).
- 19. februar – Phil Coulter, irsk sanger, sangskriver, komponist og producer.
- 20. februar – Phil Esposito, canadisk ishockeyspiller.
- 28. februar – Dino Zoff, italiensk fodboldspiller, målmand og træner.

### Marts
- 2. marts - Lou Reed, amerikansk rockmusiker (død 2013).
- 2. marts – John Irving, amerikansk forfatter.
- 5. marts – Peter Laugesen, dansk digter.
- 7. marts – Erik Clausen, dansk filminstruktør, multikunstner og samfundsdebattør (død 2024).
- 13. marts − John Paul Larkin, amerikansk musiker (Scatman John) (død 1999).
- 24. marts − Claus Vastrup, dansk økonomiprofessor.
- 25. marts − Aretha Franklin, amerikansk sangerinde (død 2018).
- 27. marts − Dick Advocaat, nederlandsk fodboldtræner.
- 27. marts − Michael York, engelsk skuespiller.

### April
- 10. april – Ian Callaghan, engelsk fodboldspiller.
- 12. april – Carlos Reutemann, argentinsk racerkører og politiker (død 2021).
- 12. april – Jacob Zuma, sydafrikansk præsident.
- 13. april – Poul Anker Bech, dansk billedkunstner (død 2009).
- 14. april – Valerij Brumel, sovjetisk atlet (død 2003).
- 16. april – Tom Hedegaard, dansk filminstruktør (død 1998).
- 17. april – Steen Volmer Jensen, dansk ingeniør (død 2010).
- 18. april – Jochen Rindt, tysk-østrigsk racerkører (død 1970).
- 21. april – Björn Envall, svensk bildesigner.
- 30. april - Per Pallesen, dansk skuespiller.

### Maj
- 2. maj - Jacques Rogge, belgisk sejler og IOC-formand (død 2021).
- 3. maj - Vera Čáslavská, tjekkoslovakisk gymnast (død 2016).
- 19. maj – Flemming Quist Møller, dansk tegner og forfatter (død 2022).
- 21. maj – Sys Gregers, dansk sanger (død 1988).
- 24. maj - Hannu Mikkola, finsk rallykører (død 2021).

### Juni
- 1. juni – Palle Aarslev, dansk radiovært og musikproducer (død 2007).
- 3. juni – Curtis Mayfield, amerikansk musiker og komponist (død 1999).
- 8. juni – Jacques Dubochet, schweizisk biofysiker og nobelprismodtager.
- 18. juni – Paul McCartney, engelsk sanger.
- 28. juni – Sjoukje Dijkstra, nederlandsk kunstskøjteløber.

### Juli
- 1. juli - Izzat Ibrahim ad-Douri, irakisk vicepræsident og oprørsleder (død 2015).
- 13. juli – Harrison Ford, amerikansk filmskuespiller.
- 28. juli – Sune Lund-Sørensen, dansk filminstruktør (død 2006).
- 28. juli – Karen Margrethe Bjerre, dansk skuespiller (død 2008).

### August
- 4. august – David Lange, newzealandsk politiker (død 2005).
- 5. august – Marianne Kjærulff-Schmidt, dansk skuespillerinde (død 2001).
- 7. august – Niels Andersen, dansk skuespiller.
- 7. august – Tobin Bell, amerikansk filmskuespiller.
- 11. august – Benny Poulsen, dansk skuespiller (død 2004).
- 22. august - Harald Norpoth, tysk atlet.
- 27. august - Per Stig Møller, dansk politiker og udenrigsminister.

### September
- 4. september - Raymond Floyd, amerikansk golfspiller.
- 5. september - Werner Herzog, tysk filminstruktør.
- 15. september – Wen Jiabao, kinesisk politiker.
- 15. september – Emmerson Mnangagwa, zimbabwisk præsident.
- 18. september – Wolfgang Schäuble, tysk politiker (død 2023).
- 27. september – Dith Pran, cambodiansk fotojournalist og flygtning fra Khmer Rouge (død 2008).
- 28. september – Bettina Heltberg,  dansk journalist og forfatter (død 2025).
- 29. september – Ian McShane, engelsk skuespiller.

### Oktober
- 1. oktober - Jean-Pierre Jabouille, fransk racerkører (død 2023).
- 3. oktober - Roberto Perfumo, argentinsk fodboldspiller (død 2016).
- 6. oktober - Britt Ekland, svensk skuespillerinde.
- 23. oktober – Michael Crichton, amerikansk forfatter (død 2008).
- 29. oktober - Vita Andersen, dansk forfatter (død 2021)
- 29. oktober - Bob Ross, amerikansk kunstner og tv-vært (død 1995)
- 31. oktober - David Ogden Stiers, amerikansk skuespiller (død 2018)

### November
- 9. november – Edward Sexton, britisk skrædder (død 2023).
- 17. november – Martin Scorsese, amerikansk filminstruktør.
- 20. november – Joe Biden, amerikansk præsident.
- 20. november – Johannes L. Madsen, dansk kult-digter (død 2000).
- 27. november – Jimi Hendrix, amerikansk guitarist og sanger (død 1970).

### December
- 1. december − Bo Vilstrup, dansk advokat (død 2022).
- 9. december - Billy Bremner, skotsk fodboldspiller (død 1997).
- 9. december - Dick Butkus, amerikansk fodboldspiller og skuespiller (død 2023).
- 16. december – Holger Laumann, dansk komponist, orkesterleder og musikpædagog (død 2007).
- 18. december − Claes Kastholm Hansen, dansk forfatter og samfundsdebattør (død 2016).
- 21. december − Hu Jintao, kinesisk præsident.
- 30. december – Mike Nesmith, amerikansk guitarist (død 2021).
- 31. december – Kaj Poulsen, dansk fodboldspiller.

## Dødsfald

### Januar
- 2. januar – Frede Skaarup, dansk teaterdirektør (født 1881).
- 12. januar - Christopher Knuth, dansk politiker, kammerherre og hofjægermester (født 1855).
- 16. januar - Carole Lombard, amerikansk skuespillerinde (født 1908).
- 26. januar – Felix Hausdorff, tysk matematiker (født 1868).

### Februar
- 9. februar – Lauri Kristian Relander, finsk præsident (født 1883).
- 16. februar – Valdemar Vedel, dansk forfatter og litteraturforsker (født 1865).

### Marts
- 1. marts – V.H. Meyer, dansk apoteker og grundlægger (født 1870).
- 10. marts – William Henry Bragg, britisk fysiker, kemiker og nobelprismodtager (født 1862).
- 12. marts – Robert Bosch, tysk industrimand og grundlægger (født 1861).
- 20. marts – Aksel Agerby, dansk organist, komponist og musikadministrator (født 1889).
- 21. marts – Holger Reenberg, dansk skuespiller (født 1872).
- 22. marts – Birger Cederin, svensk fægter, OL-sølvvinder 1936 (født 1895).
- 30. marts – H.A. Brendekilde, dansk maler (født 1857).

### April
- 10. april – Carl Schenstrøm, dansk skuespiller (født 1881).
- 15. april – Robert Musil, østrigsk forfatter (Manden uden egenskaber) (født 1880).
- 17. april – Jean Baptiste Perrin, fransk fysiker og nobelprismodtager (født 1870).
- 17. april - Hans Langkjær, dansk bogtrykker og fagforeningsformand (født 1865).
- 24. april – Lucy Maud Montgomery, canadisk forfatter (født 1874).

### Maj
- 2. maj – Elisabeth Dons, kgl. dansk skuespiller og operasanger (født 1864).
- 3. maj – Thorvald Stauning, dansk statsminister (født 1873).
- 12. maj – Carl Ottosen, dansk overlæge og sanatoriegrundlægger (født 1864).
- 16. maj - Bronisław Malinowski, polsk antropolog (født 1884).
- 27. maj – Emil Jørgensen, dansk arkitekt (født 1858).

### Juni
- 3. juni – Bengt Heyman, svensk sejler, OL-sølvvinder 1912 (født 1883).
- 4. juni – Tamon Yamaguchi, japansk admiral (født 1892).

### Juli
- 23. juli – Valdemar Poulsen, dansk ingeniør og opfinder (født 1869).

### August
- 3. august – Richard Willstätter, tysk kemiker og nobelprismodtager (Født 1872).
- 9. august - Edith Stein, tysk-jødisk filosof. (I Auschwitz.) (Født 1891).

### September
- 3. september – Bodil Bech, dansk forfatter (født 1889).
- 10. september – Oluf Krag, dansk politiker, minister og rektor (født 1870).

### Oktober
- 2. oktober – Carl Alstrup, dansk skuespiller (født 1877).
- 22. oktober – Olga Svendsen, dansk skuespiller og sangerinde (født 1883).

### November
- 5. november – George M. Cohan, amerikansk sangskriver og entertainer (født 1878).
- 19. november – Bruno Schulz, polsk forfatter (født 1892).

### December
- 2. december – Karen Jønsson, dansk skuespiller og sanger (født 1909).
- 5. december – Thorvald Povlsen, dansk præst, politiker og minister (født 1868).
- 14. december – Viggo Brøndal, dansk filolog, sprogforsker og professor (født 1887).
- 21. december – Franz Boas, amerikansk antropolog (født 1858).

## Nobelprisen
- Fysik – Ingen prisuddeling.
- Kemi – Ingen prisuddeling.
- Medicin – Ingen prisuddeling.
- Litteratur – Ingen prisuddeling.
- Fred – Ingen prisuddeling.

## Sport

### Amerikansk fodbold
- Washington Redskins besejrer Chicago Bears med 14 - 6 i NFL-finalen.

### Bandy
- 8. marts - Västerås SK vinder den svenske finale mod Skutskärs IF med 2-1.[1]

### Boksning
- Sværvægtsmesteren Joe Louis forsvarer sin titel ved at besejre
- 9. januar - Buddy Baer
- 27. marts - Abe Simon

### Fodbold
- 7. februar – Uruguay vinder de sydamerikanske mesterskaber i Montevideo foran Argentina og Brasilien.[2]

#### Mestre
- Spanien - Valencia CF
- Sverige - IFK Göteborg
- Tyskland - Schalke 04
- Italien - AS Roma

### Arrangementer
- 7.–17. marts – Sydamerikanske mesterskaber i basketball.

## Film
- Afsporet, dansk film.
- Alle mand på dæk, dansk film.
- Baby på eventyr, dansk film.
- Ballade i Nyhavn, dansk film.
- Damen med de lyse handsker, dansk film.
- En herre i kjole og hvidt, dansk film.
- Et skud før midnat, dansk film.
- Forellen, dansk film.
- Frøken Vildkat, dansk film.
- Lykken kommer, dansk film.
- Natekspressen (P. 903), dansk film.
- Når bønder elsker, dansk film.
- Regnen holdt op, dansk film.
- Søren Søndervold, dansk film.
- Ta' briller på, dansk film.
- Tante Cramers testamente, dansk film.
- Tordenskjold går i land, dansk film.
- Tyrannens fald, dansk film.
- Vi kunne ha' det så rart, dansk film
- 26. november - filmen Casablanca har premiere i "Hollywood Theater" i New York

## Bøger
- Den fremmede – Albert Camus
- Palle alene i Verden – Jens Sigsgaard og Arne Ungermann